# Breege
Breege ist eine Gemeinde im Landkreis Vorpommern-Rügen auf der Insel Rügen in Mecklenburg-Vorpommern (Deutschland). Die Gemeinde wird vom Amt Nord-Rügen mit Sitz in der Gemeinde Sagard verwaltet.

## Geografie

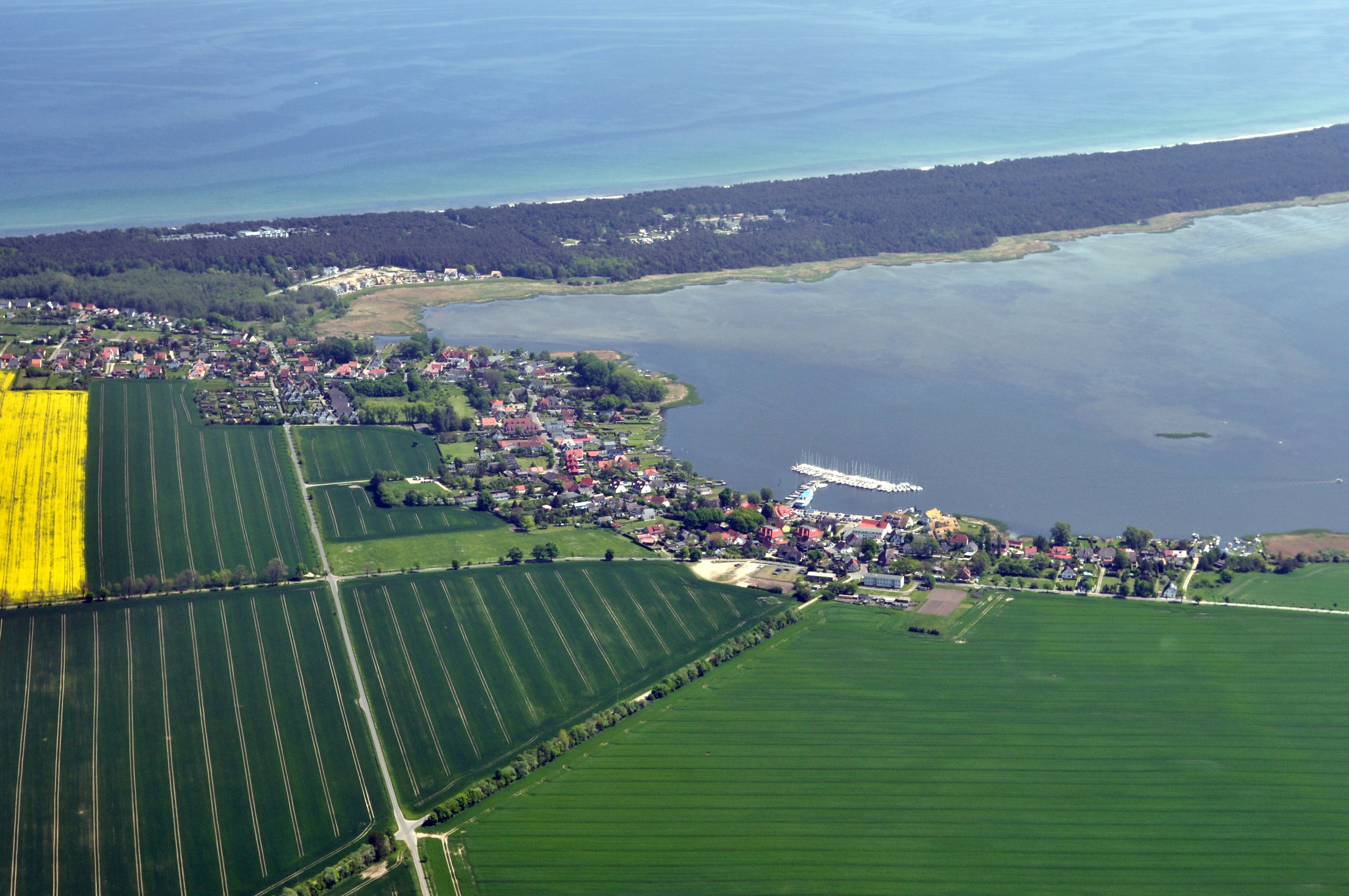
Luftbild Breege

Die Gemeinde Breege liegt am Übergang der Schaabe zur Halbinsel Wittow im Grundmoränengebiet am Breeger Bodden, eines Teiles des Großen Jasmunder Boddens. Im Osten grenzt sie an die Tromper Wiek, eine Bucht der Ostsee.

## Ortsteile
Ortsteile der Gemeinde sind:
- Breege
- Juliusruh
- Kammin
- Lobkevitz
- Schmantevitz

Die Ortsteile Breege und Juliusruh bilden zusammen das Ostseebad Breege-Juliusruh.

## Geschichte
Breege geht auf eine slawische Siedlung zurück und wurde 1313 erstmals urkundlich erwähnt.
Der Ort war bis 1326 Teil des Fürstentums Rügen und danach des Herzogtums Pommern. Mit dem Westfälischen Frieden von 1648 wurde Rügen und somit auch das Gebiet von Breege ein Teil von Schwedisch-Pommern. Im Jahr 1815 kam Breege
als Teil von Neuvorpommern zur preußischen Provinz Pommern.
Seit 1818 gehörte Breege zum Kreis bzw. Landkreis Rügen. Nur in den Jahren von 1952 bis 1955 war es dem Kreis Bergen zugehörig. Die Gemeinde gehörte danach bis 1990 zum Kreis Rügen im Bezirk Rostock und wurde im selben Jahr Teil des Landes Mecklenburg-Vorpommern. Der seit 1990 wieder so bezeichnete Landkreis Rügen ging 2011 im Landkreis Vorpommern-Rügen auf.

## Politik

### Gemeindevertretung und Bürgermeister
Der Gemeinderat besteht (inkl. Bürgermeister) aus 8 Mitgliedern. Die Wahl zum Gemeinderat am 26. Mai 2019 hatte folgende Ergebnisse:
| Partei/Bewerber         | Prozent | Sitze |
| ----------------------- | ------- | ----- |
| WG Bürger für Breege    | 60,06   | 5     |
| Einzelbewerber Plambeck | 19,15   | 1     |
| Einzelbewerber Kunath   | 13,96   | 1     |
| Einzelbewerber Krüger   | 6,83    | 1     |

Bürgermeister der Gemeinde ist Arno Vetterick, er wurde mit 86,24 % der Stimmen gewählt.

### Wappen

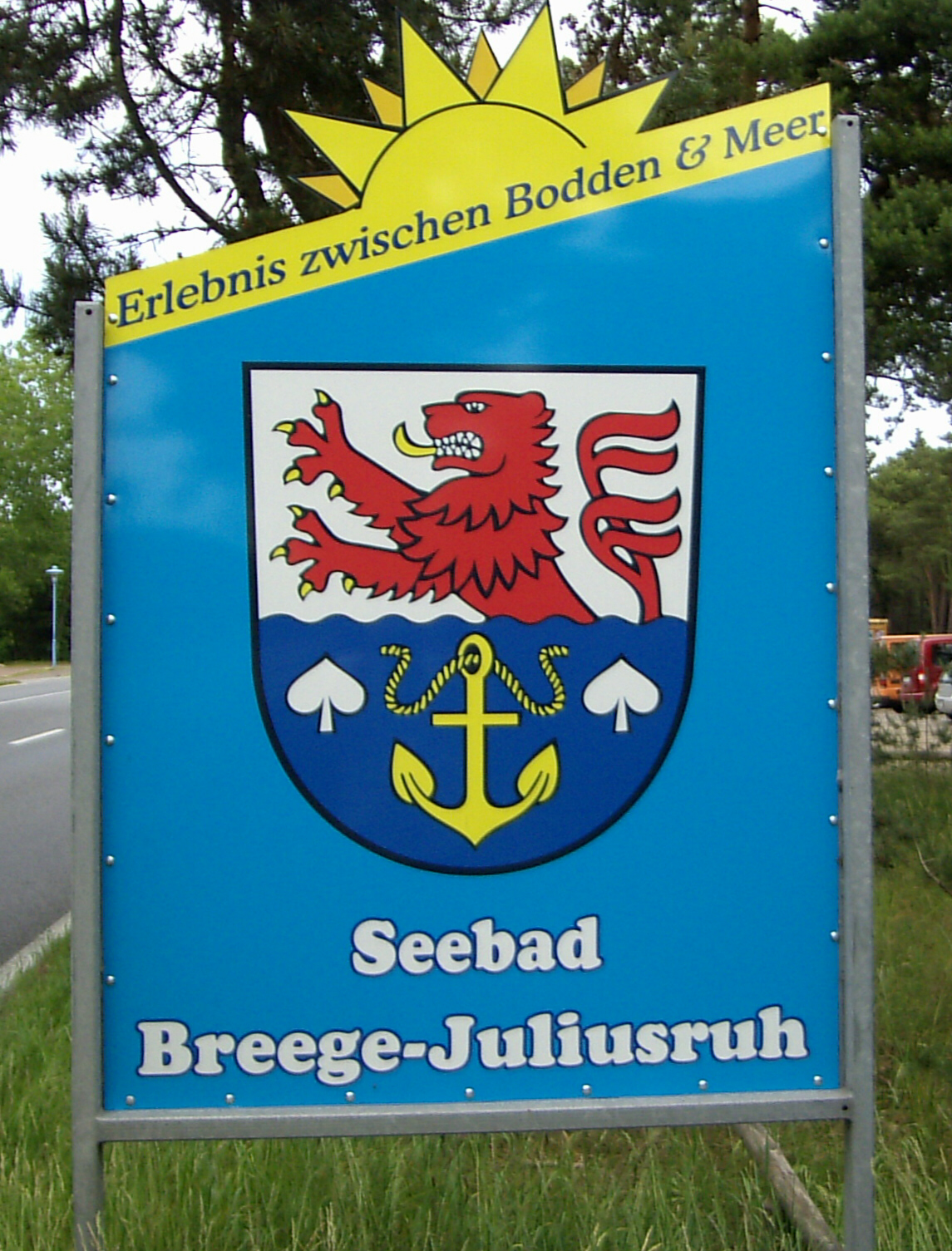
Wappentafel am Ortseingang

Das Wappen wurde am 25. August 1998 durch das Innenministerium genehmigt und unter der Nr. 169 der Wappenrolle von Mecklenburg-Vorpommern registriert.
Blasonierung: „Geteilt durch einen Wellenschnitt; oben in Silber ein wachsender, gold gezungter und bewehrter, doppelgeschweifter roter Löwe; unten in Blau ein goldener Anker mit w-förmig geschwungenem goldenen Seil, beseitet von je einem silbernen Lindenblatt.“
Das Wappen wurde vom Weimarer Heraldiker Michael Zapfe gestaltet.

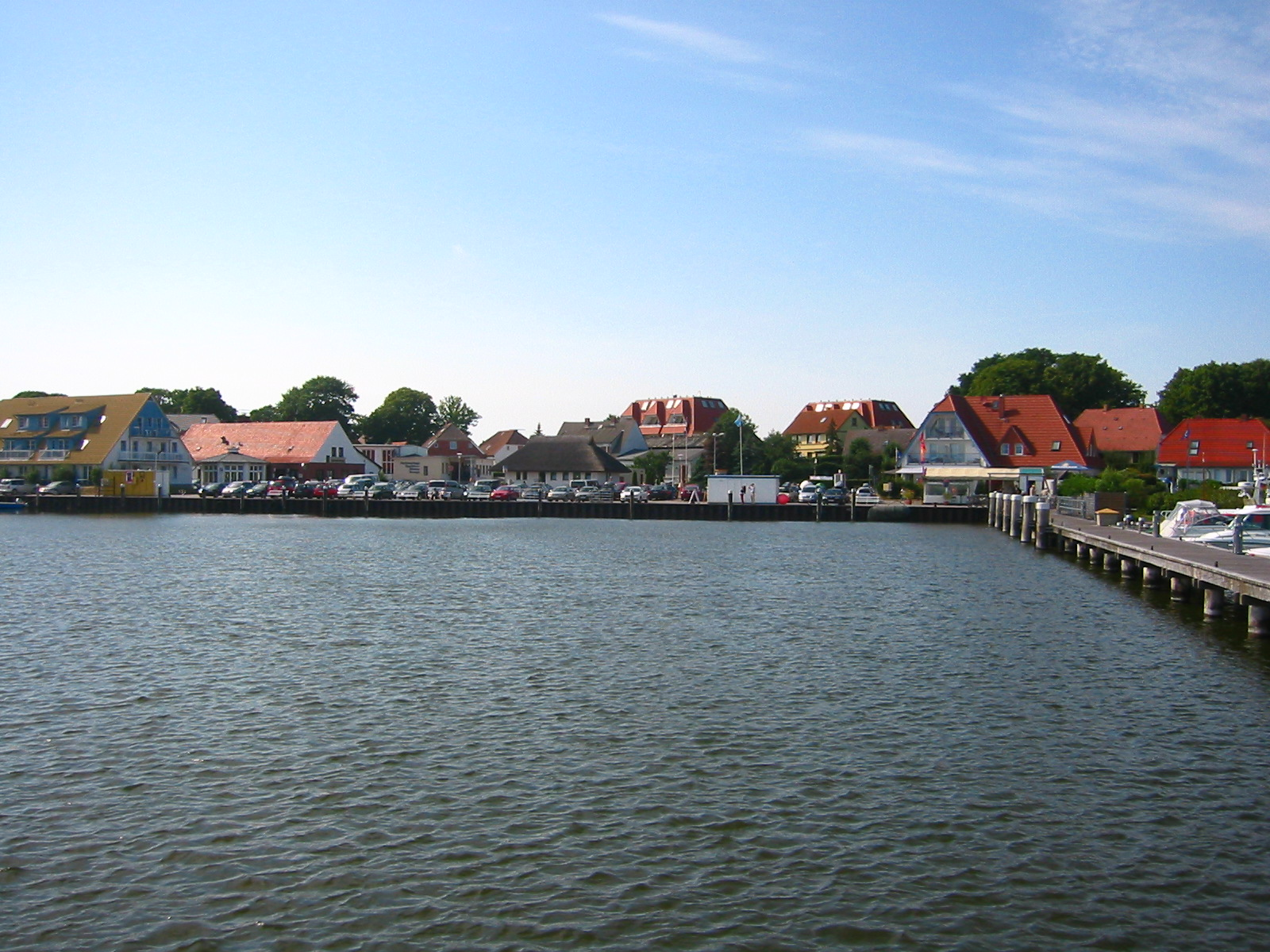
Blick vom Hafen auf den Ort

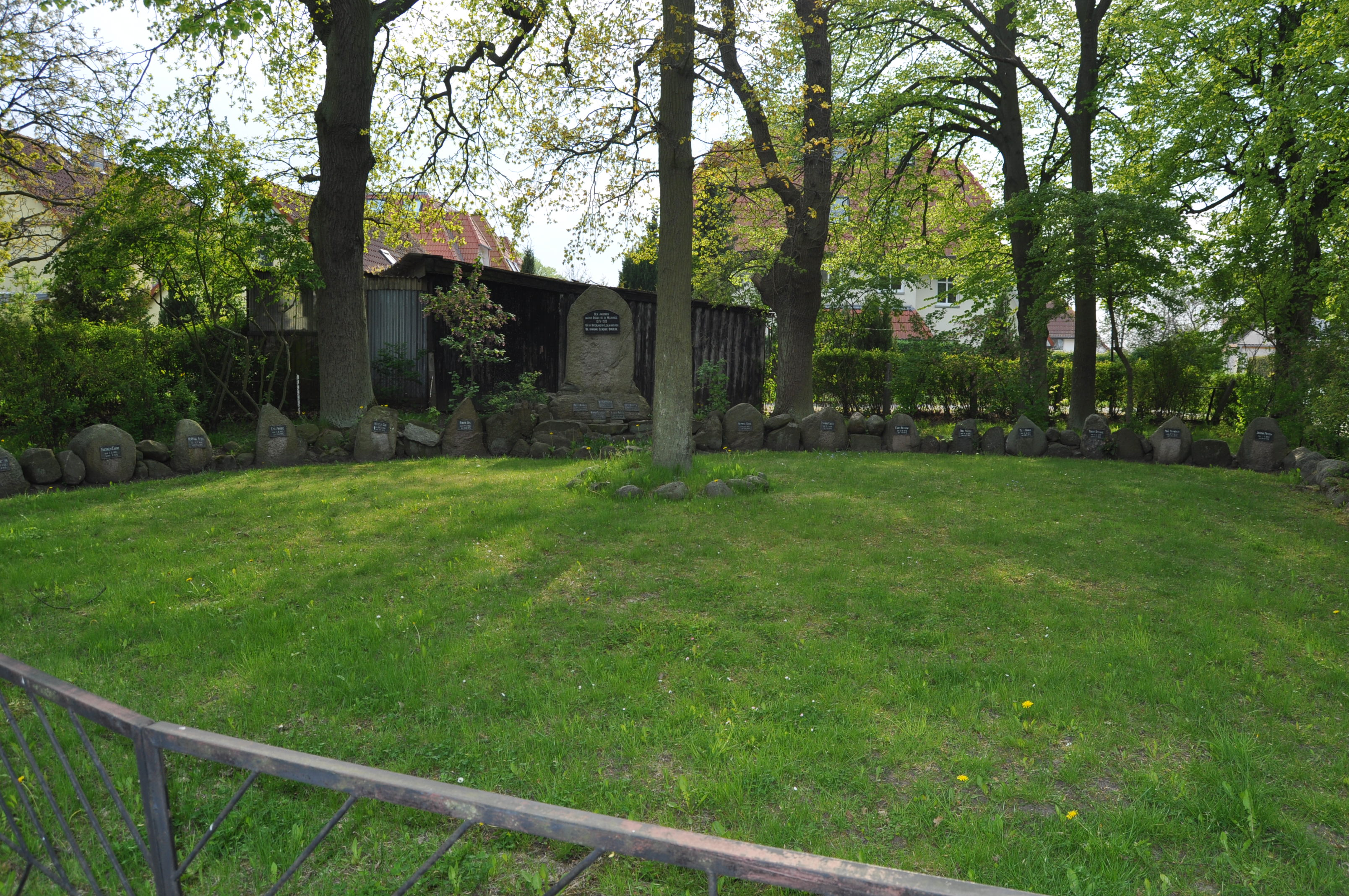
Denkmalanlage Erster Weltkrieg in Breege

## Sehenswürdigkeiten
- In Breege befinden sich mehrere typische Kapitänshäuser aus dem 18. und 19. Jahrhundert als Indiz, dass Breege einstmals ein Ort der Seefahrer war und zeitweise als das reichste Dorf Rügens galt.
- Denkmalanlage für die Gefallenen im Ersten Weltkrieg in Breege
- Hafen Breege
- Im Ortsteil Juliusruh war der 1795 von Julius von der Lancken geschaffene zehn Hektar große Park Juliusruh, der im französischen und englischen Stil errichtet wurde. Dem Initiator dieses Parks und Gründer der Ortschaft ist dort ein Granitdenkmal gewidmet. Von der Parkanlage ist nur ein Teil als Kurpark erhalten geblieben. Das Schloss wurde vernichtet.
- Rest der Schwedenschanze von 1759 am Ortsrand von Juliusruh

## Wirtschaft
Haupterwerbstätigkeit ist heute der Fremdenverkehr, der seit 1895 hier eine Rolle spielt. Die vorher vorherrschende Fischereiwirtschaft hat fast völlig an Bedeutung verloren.
Vom Hafen Breege aus werden in den Sommermonaten Schiffsfahrten zur Insel Hiddensee sowie den Störtebeker Festspielen und Rundfahrten über den Großen Jasmunder Bodden angeboten. Die Steganlage wird vor allem von der ansässigen Segelschule und für die Sportschifffahrt genutzt. Im Winter 2018/19 wurde sie zur Schaffung weiterer Liegeplätze stark erweitert.

## Rettungsstation der DGzRS
Für den Nordrügener Bodden gibt es in Breege seit 1997 eine Rettungsstation der Deutschen Gesellschaft zur Rettung Schiffbrüchiger (DGzRS). Für die freiwilligen Helfer aus Breege und Umgebung hat die DGzRS ein Seenotrettungsboot am Steg des Wasserwanderrastplatzes stationiert. In der Nähe des Hafens wurde im Ort an der Dorfstraße ein neues Stationsgebäude für die Seenotretter errichtet.